# Кершо (округ, Південна Кароліна)
Шаблон:StateAbbr_ 34°20′ пн. ш. 80°35′ зх. д. / 34.34° пн. ш. 80.59° зх. д.
Округ Кершо (англ. Kershaw County) — округ (графство) у штаті Південна Кароліна, США. Ідентифікатор округу 45055.

## Історія
Округ утворений 1798 року.

## Демографія
За даними перепису 
2000 року 
загальне населення округу становило 52647 осіб, зокрема міського населення було 19608, а сільського — 33039.
Серед мешканців округу чоловіків було 25424, а жінок — 27223. В окрузі було 20188 домогосподарств, 14918 родин, які мешкали в 22683 будинках.
Середній розмір родини становив 3,02.
Віковий розподіл населення поданий у таблиці:
| Стать    | До 15 років | 15-21 | 22-29 | 30-39 | 40-49 | 50-65 | 65-85 | Понад 85 |
| -------- | ----------- | ----- | ----- | ----- | ----- | ----- | ----- | -------- |
| Чоловіки | 5775        | 2488  | 2235  | 3685  | 4097  | 4323  | 2636  | 185      |
| Жінки    | 5556        | 2385  | 2384  | 4021  | 4342  | 4560  | 3457  | 518      |

## Суміжні округи
- Ланкастер — північ
- Честерфілд — північний схід
- Дарлінгтон — схід
- Самтер —  південний схід
- Лі — південний схід
- Ричленд — південний захід
- Ферфілд — захід

## Виноски
1. ↑  U.S. Decennial Census. United States Census Bureau. Архів оригіналу за 26 квітня 2015. Процитовано 18 березня 2015.
2. ↑  Historical Census Browser. University of Virginia Library. Архів оригіналу за 11 Серпня 2012. Процитовано 18 березня 2015.
3. ↑  Forstall, Richard L., ред. (27 березня 1995). Population of Counties by Decennial Census: 1900 to 1990. United States Census Bureau. Архів оригіналу за 2 Лютого 2015. Процитовано 18 березня 2015.
4. ↑  Census 2000 PHC-T-4. Ranking Tables for Counties: 1990 and 2000 (PDF). United States Census Bureau. 2 квітня 2001. Архів оригіналу (PDF) за 18 Грудня 2014. Процитовано 18 березня 2015.
5. ↑  State & County QuickFacts. United States Census Bureau. Архів оригіналу за 6 червня 2011. Процитовано 22 листопада 2013.(англ.) Наведено за англійською вікіпедією.
6. ↑  American FactFinder. Бюро перепису населення США. Архів оригіналу за 29 липня 2011. Процитовано 31 січня 2008.

| США | Це незавершена стаття з географії США. Ви можете допомогти проєкту, виправивши або дописавши її. |